# Collier de diamants Napoléon
Le collier de diamants Napoléon est un collier de diamants commandé par Napoléon Ier de France en 1811 pour Marie-Louise d'Autriche afin de célébrer la naissance de leur premier enfant, Napoléon II. Il est actuellement exposé à la Smithsonian Institution à Washington, DC, États-Unis.

## Description
Le collier de diamants Napoléon se compose de 28 diamants sertis d'un seul fil, avec une frange de tailles alternées de diamants pendeloque et briolettes,.
Si les gemmes du collier de diamants Napoléon n'ont jamais été classées professionnellement par un lapidaire (car elles n'ont jamais été retirées de leurs montures), une analyse de spectroscopique infrarouge des diamants montre qu'ils sont principalement de type Ia. Cependant, 13 des 52 plus gros diamants du collier sont de la rare variété de type IIa. Un certain nombre de diamants de type Ia montrent des indications d'imperfections.

## Histoire

### Marie Louise

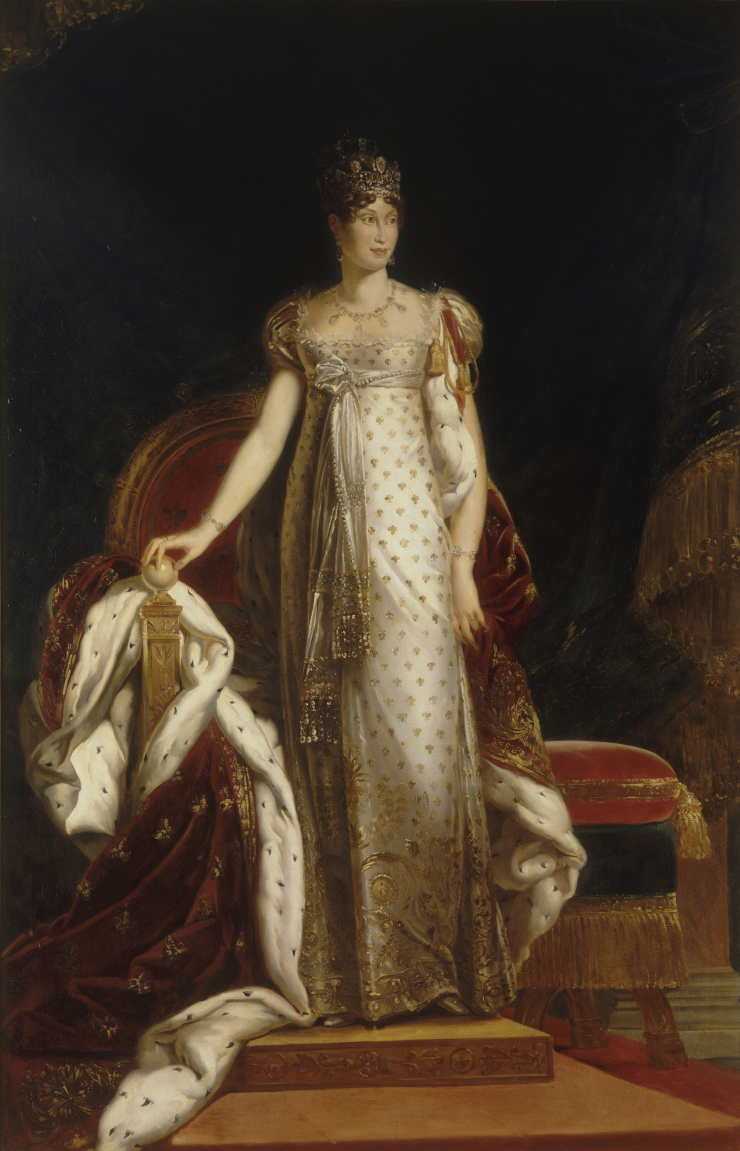
Marie Louise d'Autriche portant le collier de diamants Napoléon et le diadème Marie Louise.

En 1810, Napoléon Ier de France divorce de l'impératrice Joséphine car elle s'est avérée incapable de produire un héritier. Il se remarie deux mois plus tard à l' archiduchesse Marie Louise d'Autriche. En moins d'un an, Marie Louise a eu un fils. Napoléon Ier commande alors le collier de diamants Napoléon à la bijouterie parisienne Nitot et Fils, au prix de 376 274 francs français. Cette somme équivaut à l'ensemble du budget annuel consacré à la toilette de l'Impératrice,.
Il existe plusieurs portraits contemporains de Marie Louise portant le collier de diamants Napoléon, dont ceux des artistes François Gérard, et Giovan Battista Borghesi.
En 1815, Napoléon est exilé à Sainte-Hélène. Marie Louise retourne alors en Autriche avec le collier et le conserve jusqu'à sa mort,.

### Héritages et ventes
À la mort de Marie Louise en 1847, le collier passa à l'archiduchesse Sophie de Bavière, l'épouse de son frère l'archiduc François-Charles d'Autriche. Deux diamants sont retirés du collier pour le raccourcir, à la demande de la princesse Sophie. Ces diamants sont montés sur une paire de boucles d'oreilles dont l'emplacement est aujourd'hui inconnu,.
Après la mort de Sophie en 1872, le collier de diamants Napoléon est hérité conjointement par ses trois fils survivants, les archiducs Charles-Louis, Louis-Victor et François-Joseph 1er d'Autriche. Charles-Louis achète les participations de ses frères dans le collier et, à sa mort en 1896, le lègue à sa troisième épouse, Marie-Thérèse du Portugal.
Au début de la Grande Dépression en 1929, Maria Thérèse engagea deux personnes se présentant comme « Colonel Townsend » et « Princess Baronti » pour vendre le collier pour 450 000 $ US. Réalisant que les conditions économiques nouvelles rendraient presque impossible d'atteindre le prix demandé, la paire commence des offres à 100 000 $, signant à l'archiduc Léopold d'Autriche, prince de Toscane (en), le petit-neveu démuni de Marie-Thérèse, pour se porter garant de l'authenticité du collier. Des accords sont négociés avec les bijoutiers Harry Winston et Harry Berenson, mais la paire vend finalement le collier à David Michel de New York pour 60 000 $, dont 53 730 $ demandés à Marie Thérèse pour leurs dépenses. Lorsqu'elle est informée de la vente, Maria Thérèse porte l'affaire devant les tribunaux, ce qui aboutit finalement à la récupération du collier, à l'emprisonnement de l'archiduc Léopold et à la fuite de Townsend et Baronti, dont l'identité reste inconnue,.

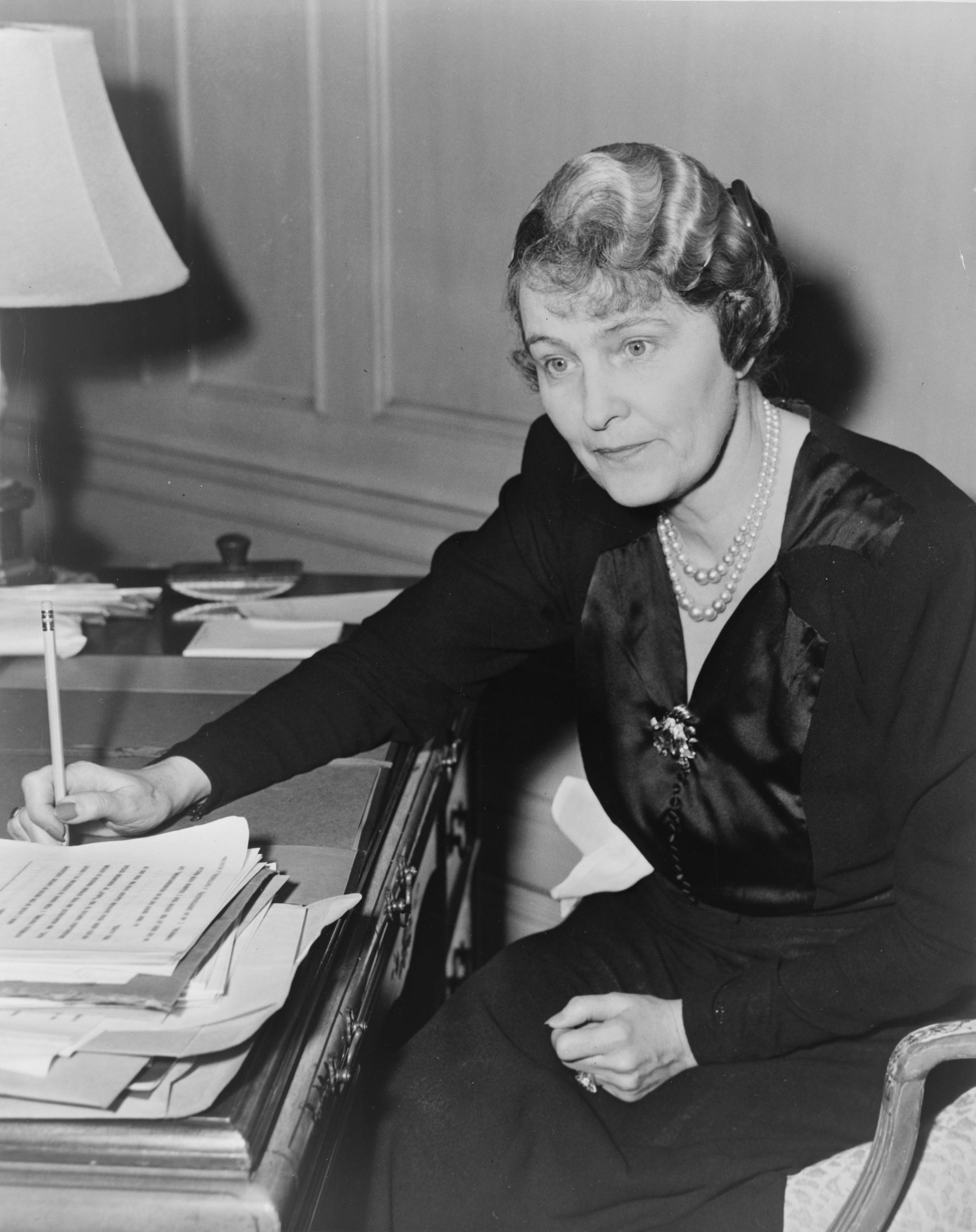
Marjorie Merriweather Post, philanthrope, fait don du collier à la Smithsonian Institution après l'avoir acheté en 1960.

Après avoir résolu l'incident, Maria Thérèse conserve le collier jusqu'à sa mort en 1944. Quatre ans plus tard, la famille Habsbourg le vend à l'industriel français Paul-Louis Weiller. En 1960, Weiller vend le collier de diamants Napoléon à Harry Winston, qui considère que la valeur historique de la pièce la rend plus précieuse que si les pierres étaient enlevées et revendues individuellement, comme c'était pourtant la pratique courante à l'époque : c'est grâce à cela que le collier reste intact. Il est revendu la même année à Marjorie Merriweather Post.

### Exposition
Marjorie Post fait don du collier à la Smithsonian Institution en 1962 et il est depuis resté exposé au Musée national d'histoire naturelle de Washington, DC, États-Unis.